# Jocs Olímpics d'Estiu de 1972
Els Jocs Olímpics d'Estiu de 1972, oficialment anomenats Jocs Olímpics de la XX Olimpíada, es van celebrar a la ciutat de Múnic (República Federal d'Alemanya) entre els dies 26 d'agost i 11 de setembre. En aquests Jocs hi van participar 7.123 atletes (6.065 homes i 1.058 dones) de 121 comitès nacionals diferents, competint en 21 esports i 195 especialitats.
Els Jocs Olímpics de Múnic de 1972 van ser els segons Jocs Olímpics d'estiu que se celebraren a Alemanya, després dels Jocs Olímpics d'Estiu de 1936 realitzats a la ciutat de Berlín durant el Tercer Reich. Els Jocs Olímpics de Múnic serviren per presentar una nova, democràtica i optimista Alemanya als ulls del món, com ho demostra el seu lema oficial, "Els jocs feliços". L'emblema dels Jocs va ser un logotip en el qual apareixia un sol blau, el "sol brillant". Per primera vegada s'introduí la figura de mascota olímpica, representada pel gos de raça teckel "Waldi", dissenyat per Otl Aicher.

## Antecedents
En la 64a Sessió Plenària del Comitè Olímpic Internacional (CIO), realitzada el 26 d'abril de 1966 a Roma (Itàlia), s'escollí com a seu dels Jocs Olímpics d'Estiu de 1972 a la ciutat de Múnic per davant de Madrid, Mont-real i Detroit:
| Ciutat    | Comitè Olímpic | Ronda 1 | Ronda 2 |
| Múnic     | RFA            | 29      | 31      |
| Madrid    | Espanya        | 16      | 16      |
| Mont-real | Canadà         | 6       | 13      |
| Detroit   | Estats Units   | 6       | -       |

## Lema
Citius, altius, fortius és una locució llatina que vol dir "més ràpid, més alt, més fort". Aquest fou el lema dels Jocs Olímpics de Múnic 1972. Juntament amb els cinc anells entrellaçats i amb la flama Olímpica, simbolitza l'esperit olímpic. La frase fou pronunciada pel baró Pierre de Coubertin a la inauguració dels primers Jocs Olímpics de l'Edat Moderna a Atenes.
El lema fou ideat pel frare dominic Henri Didon, amic de Coubertin, pel frontispici del seu Col·legi Albert Magne de París.
Gramaticalment, el lema està format pel comparatiu dels adjectius citus, altus i fortis.

## Massacre de Múnic

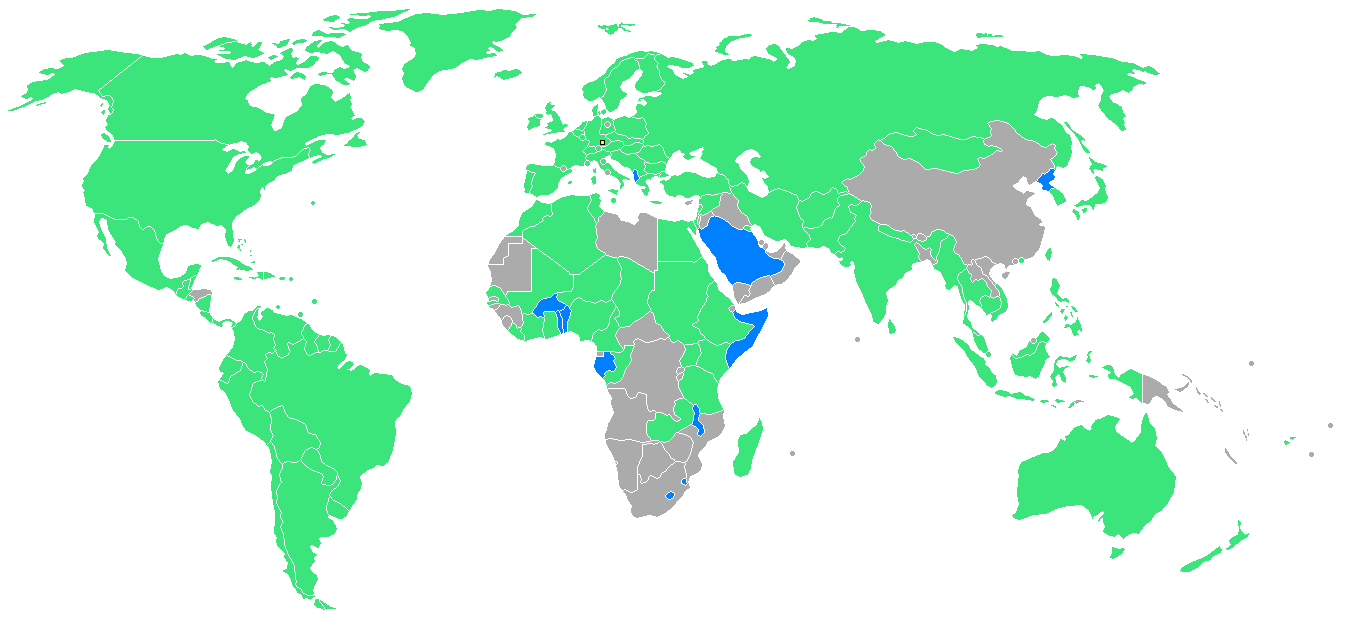
Països participants als Jocs Olímpics d'estiu de 1972. Les nacions ombrejades de color blau participaren per primera vegada en aquests jocs.

Els Jocs Olímpics de 1972 patiren un acte terrorista que els marcà. El dia 5 de setembre un grup de terroristes palestins de l'organització Setembre Negre assassinaren dos atletes israelians i agafaren uns altres nou com a ostatges. Després d'un frustrat intent de rescat, tots els ostatges i terroristes, exceptuant-ne tres, foren morts. Malgrat el succés, els Jocs seguiren amb total normalitat, després de ser suspesos durant vint-i-quatre hores. Alguns atletes, molt pocs, abandonaren la vila olímpica de Múnic.

## Comitès participants
En aquests Jocs participaren un total de 121 comitès nacionals diferents, fent-ho per primera vegada els d'Albània, Alt Volta (actual Burkina Faso), Aràbia Saudita, Dahomey (avui en dia Benín), Gabon, Corea del Nord, Lesotho, Malawi, Somàlia, Swazilàndia i Togo.
Retornaren a la competició Cambodja, Congo, Guatemala i Haití i deixaren de participar Congo Kinshasa, Guinea, Hondures, l'Iraq, Líbia i Sierra Leone.
| - Afganistan (8) - Albània (5) - Algèria (5) - Alt Volta (1) - Antilles Neerl. (2) - Aràbia Saudita (10) - Argentina (92) - Austràlia (168) - Àustria (111) - Bahames (20) - Barbados (13) - Bèlgica (88) - Bermudes (9) - Bolívia (11) - Brasil (81) - Birmània (18) - Bulgària (130) - Cambodja (9) - Camerun (11) - Canadà (208) - Ceilan (4) - Colòmbia (59) - Congo (6) - Corea del Sud (42) - Corea del Nord (37) - Costa d'Ivori (11) - Costa Rica (3) - Cuba (137) - Dahomey (3) - Dinamarca (126) | - Egipte (23) - Equador (2) - Espanya (123) - Estats Units (400) - El Salvador (11) - Etiòpia (31) - Fiji (2) - Filipines (53) - Finlàndia (96) - França (227) - Gabon (1) - Ghana (35) - Grècia (60) - Guatemala (8) - Guyana (3) - Haití (7) - Hondures Britànica (1) - Hong Kong (10) - Hongria (232) - Illes Verges (16) - Índia (41) - Indonèsia (6) - Iran (48) - Irlanda (59) - Islàndia (25) - Israel (14) - Itàlia (224) - Iugoslàvia (126) - Jamaica (33) - Japó (184) | - Kenya (57) - Kuwait (4) - Lesotho (1) - Líban (19) - Libèria (5) - Liechtenstein (6) - Luxemburg (11) - Madagascar (11) - Malàisia (45) - Malawi (16) - Mali (3) - Malta (5) - Marroc (35) - Mèxic (174) - Mònaco (5) - Mongòlia (39) - Nepal (2) - Nicaragua (8) - Níger (4) - Nigèria (25) - Noruega (112) - Nova Zelanda (89) - Països Baixos (119) - Pakistan (25) - Panamà (7) - Paraguai (3) - Perú (20) - Polònia (290) - Portugal (29) - Puerto Rico (53) | - Regne Unit (284) - RDA (297) - Rep. Dominicana (5) - RFA (423) - Rep. de la Xina (21) - Romania (159) - San Marino (7) - Senegal (38) - Singapur (7) - Síria (5) - Somàlia (3) - Sudan (26) - Suècia (131) - Suïssa (151) - Surinam (2) - Eswatini (2) - Tailàndia (33) - Tanzània (15) - Togo (7) - Trinitat i Tobago (19) - Tunísia (35) - Turquia (43) - Txad (4) - Txecoslovàquia (181) - Uganda (33) - Uruguai (13) - Unió Soviètica (371) - Veneçuela (23) - Vietnam del Sud (2) - Xile (11) - Zàmbia (11) |

## Esports disputats
En aquests Jocs Olímpics es diputaren 195 proves de 23 esports diferents:

## Seus

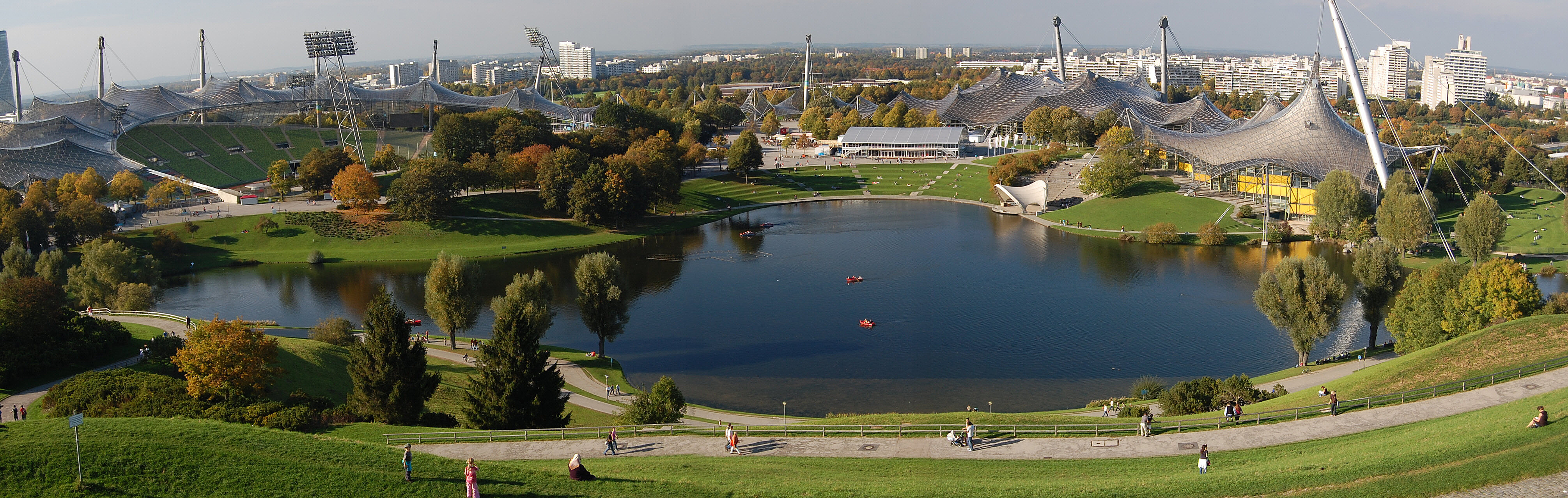
Vista general de lOlympiapark.

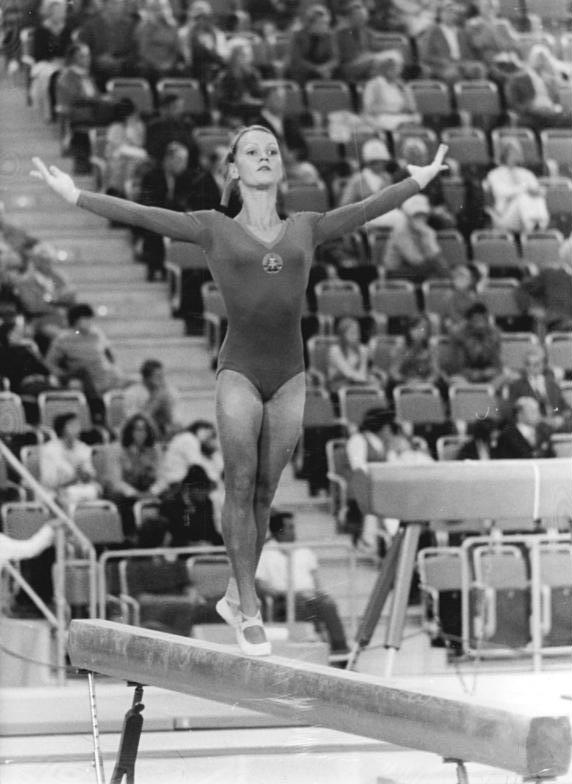
Entrenaments de gimnàstica.

- Parc Olímpic de Múnic (Olympiapark)
  - Estadi Olímpic (Olympiastadion) – cerimònies d'inauguració i clausura, atletisme, futbol (final), hípica (salts per equips), pentatló modern (hípica)
  - Estadi de Boxa (Boxhalle) – boxa i judo (final)
  - Velòdrom (Radstadion) – ciclisme (pista)
  - Olympiahalle (Sporthalle) – gimnàstica i handbol (final)
  - Hockeyanlage – hoquei sobre herba
  - Schwimmhalle – natació, pentatló modern (natació), salts i waterpolo
  - Volleyballhalle – voleibol

- Seus de Múnic
  - Regattastrecke (Oberschleißheim) – piragüisme i rem
  - Basketballhalle (Siegenburger Straße) – bàsquet i judo
  - Fechthalle 1 (Messegelände) - esgrima (final)
  - Fechthalle 2 (Messegelände) - esgrima
  - Gewichtheberhalle (Messegelände) - halterofília
  - Judo und Ringerhalle (Messegelände) - judo i lluita
  - Dantebad – waterpolo
  - Schießanlage (Hochbrück) – pentatló modern (tir) i tir olímpic
  - Bogenschießanlage (Englischer Garten) – tir amb arc
  - Riding Facility, Riem – hípica (concurs complet i salts individual) i pentatló modern (hípica)
  - Palau de Nymphenburg – hípica (doma)
  - Grünwald - ciclisme (ruta individual)
- Altres seus
  - Badia de Kiel – esquí aquàtic i vela
  - Frankenstadion (Nuremberg) – futbol (preliminars)
  - Jahnstadion (Regensburg) – futbol (preliminars)
  - Drei Flüsse Stadion (Passau) – futbol (preliminars)
  - ESV-Stadion (Ingolstadt) – futbol (preliminars)
  - Eiskanal (Augsburg) – piragüisme (eslàlom)
  - Rosenaustadion (Augsburg) - futbol (preliminars)
  - Sporthalle Augsburg (Augsburg) - handbol (preliminars)
  - Donauhalle (Ulm) – handbol (preliminars)
  - Hohenstaufenhalle Göppingen (Göppingen) – handbol (preliminars)
  - Böblingen Sportshalle (Böblingen) – handbol (preliminars)
  - Bundesautobahn 96 - ciclisme (contrarellotge)

## Aspectes destacats
- Retornaren a la competició oficial dos esports; l'handbol, absent de l'edició de 1936 i el tir amb arc, absent des de l'edició de 1920. Així mateix s'introduí per primera vegada l'eslàlom en aigües braves en les proves de piragüisme.
- Els Joc Olímpics de Múnic de 1972 marcaren l'inici del domini de Cuba com la potència esportiva principal d'Amèrica Llatina i el Carib, encapçalant el medaller entre les nacions d'aquell continent, un lloc que no ha perdut en cap de les edicions posteriors en les que ha participat, exceptuant Pequín 2008, relegada per Brasil.
- Mark Spitz aconseguí set medalles d'or en natació, convertint-se en l'heroi dels Jocs. Aquest rècord fou vigent fins als Jocs Olímpics de Pequín 2008, moment en el qual fou superat pel nedador nord-americà Michael Phelps.
- El gimnasta japonès Sawao Kato aconseguí 5 medalles en la categoria de gimnàstica artística, tres d'or i dues de plata; i la nedadora australiana Shane Gould també aconseguí 5 medalles, tres d'or, una de plata i una altra de bronze, si bé aquesta ho feu als 15 anys.
- El finlandès Lasse Viren aconseguí un doblet en 5.000 i 10.000 m llisos.
- El lluitador Dan Gable aconseguí la medalla d'or en la categoria de -58 kg sense haver perdut cap punt en la lluita. El neerlandès Wim Ruska es convertí en l'únic judoca en fer-se en dues medalles d'or en uns mateixos Jocs.

## Medaller
Deu nacions amb més medalles en els Jocs Olímpics de 1972. País amfitrió ressaltat.

Segell commemoratiu de la RFA sobre la celebració dels Jocs Olímpics.

| Jocs Olímpics d'estiu de 1972 | Jocs Olímpics d'estiu de 1972 | Jocs Olímpics d'estiu de 1972 | Jocs Olímpics d'estiu de 1972 | Jocs Olímpics d'estiu de 1972 | Anells Olímpics |
| Posició                       | País                          | Or                            | Plata                         | Bronze                        | Total           |
| 1                             | Unió Soviètica                | 50                            | 27                            | 22                            | 99              |
| 2                             | Estats Units                  | 33                            | 31                            | 30                            | 94              |
| 3                             | RDA                           | 20                            | 23                            | 23                            | 66              |
| 4                             | RFA                           | 13                            | 11                            | 16                            | 40              |
| 5                             | Japó                          | 13                            | 8                             | 8                             | 29              |
| 6                             | Austràlia                     | 8                             | 7                             | 2                             | 17              |
| 7                             | Polònia                       | 7                             | 5                             | 9                             | 21              |
| 8                             | Hongria                       | 6                             | 13                            | 16                            | 35              |
| 9                             | Bulgària                      | 6                             | 10                            | 5                             | 21              |
| 10                            | Itàlia                        | 5                             | 3                             | 10                            | 18              |

### Medallistes més guardonats

#### Categoria masculina
| Nom               | CON          | Disciplina | Or | Plata | Bronze | Total |
| Mark Spitz        | Estats Units | Natació    | 7  | 0     | 0      | 7     |
| Sawao Kato        | Japó         | Gimnàstica | 3  | 2     | 0      | 5     |
| Akinori Nakayama  | Japó         | Gimnàstica | 2  | 1     | 1      | 4     |
| Roland Matthes    | RDA          | Natació    | 2  | 1     | 1      | 4     |
| Jerry Heidenreich | Estats Units | Natació    | 2  | 1     | 1      | 4     |
| Shigeru Kasamatsu | Japó         | Gimnàstica | 1  | 1     | 2      | 4     |
| Eizo Kenmotsu     | Japó         | Gimnàstica | 1  | 1     | 2      | 4     |

Categoria femenina
| Nom                 | CON            | Disciplina | Or | Plata | Bronze | Total |
| Shane Gould         | Austràlia      | Natació    | 3  | 1     | 1      | 5     |
| Karin Janz          | RDA            | Gimnàstica | 2  | 2     | 1      | 5     |
| Olga Korbut         | Unió Soviètica | Gimnàstica | 3  | 1     | 0      | 4     |
| Shirley Babashoff   | Estats Units   | Natació    | 2  | 2     | 0      | 4     |
| Liudmila Turíxtxeva | Unió Soviètica | Gimnàstica | 2  | 1     | 1      | 4     |
| Tamara Lazakóvitx   | Unió Soviètica | Gimnàstica | 1  | 1     | 2      | 4     |

## Classificatòria general

### Atletisme masculí
|                    | Nom                                                            | CON                | Puntuació          |                        | Nom                                                                | CON                    | Puntuació              |
| ------------------ | -------------------------------------------------------------- | ------------------ | ------------------ | ---------------------- | ------------------------------------------------------------------ | ---------------------- | ---------------------- |
| 100 m.             | 100 m.                                                         | 100 m.             | 100 m.             | Llançament de javelina | Llançament de javelina                                             | Llançament de javelina | Llançament de javelina |
| 1.                 | Valeri Borzov                                                  | Unió Soviètica     | 10,14              | 1.                     | Klaus Wolfermann                                                   | RFA                    | 90,48                  |
| 2.                 | Robert Taylor                                                  | Estats Units       | 10,24              | 2.                     | Ianis Lusis                                                        | Unió Soviètica         | 90,46                  |
| 3.                 | Lennox Miller                                                  | Jamaica            | 10,33              | 3.                     | William Schmidt                                                    | Estats Units           | 84,42                  |
| 200 m.             | 200 m.                                                         | 200 m.             | 200 m.             | Decatló                | Decatló                                                            | Decatló                | Decatló                |
| 1.                 | Valeri Borzov                                                  | Unió Soviètica     | 20,00              | 1.                     | Nikolai Avilov                                                     | Unió Soviètica         | 8434                   |
| 2.                 | Lerry Black                                                    | Estats Units       | 20,19              | 2.                     | Leonid Litvinenko                                                  | Unió Soviètica         | 8035                   |
| 3.                 | Pietro Mennea                                                  | Itàlia             | 20,30              | 3.                     | Ryszard Ktus                                                       | Polònia                | 7984                   |
| 400 m.             | 400 m.                                                         | 400 m.             | 400 m.             | 20 km. marxa           | 20 km. marxa                                                       | 20 km. marxa           | 20 km. marxa           |
| 1.                 | Vincent Matthews                                               | Estats Units       | 44,66              | 1.                     | Peter Frankel                                                      | RDA                    | 1:26:42,4              |
| 2.                 | Wayne Collett                                                  | Estats Units       | 44,80              | 2.                     | Vladimir Golubnichi                                                | Unió Soviètica         | 1:26:55,2              |
| 3.                 | Julius Sang                                                    | Kenya              | 44,92              | 3.                     | Hans Reimann                                                       | RDA                    | 1:27:16,6              |
| 800 m.             | 800 m.                                                         | 800 m.             | 800 m.             | 50 km. marxa           | 50 km. marxa                                                       | 50 km. marxa           | 50 km. marxa           |
| 1.                 | David Wottle                                                   | Estats Units       | 1:45,9             | 1.                     | Bernd Kannenberg                                                   | RFA                    | 3:56:11,6              |
| 2.                 | Evgeni Arzhanov                                                | Unió Soviètica     | 1:45,9             | 2.                     | Veniamin Soldatenko                                                | Unió Soviètica         | 3:58:24,0              |
| 3.                 | Mike Boit                                                      | Kenya              | 1:46,0             | 3.                     | Larry young                                                        | Estats Units           | 4:00:46,0              |
| 1.500 m.           | 1.500 m.                                                       | 1.500 m.           | 1.500 m.           | Salt d'alçada          | Salt d'alçada                                                      | Salt d'alçada          | Salt d'alçada          |
| 1.                 | Pekka Vasala                                                   | Finlàndia          | 3:36,3             | 1.                     | Yuri Tarmak                                                        | Unió Soviètica         | 2,23                   |
| 2.                 | Kipchoge Keino                                                 | Kenya              | 3:36,8             | 2.                     | Stefan Junge                                                       | RDA                    | 2,21                   |
| 3.                 | Rod Dixon                                                      | Nova Zelanda       | 3,37,5             | 3.                     | Dwight Stones                                                      | Estats Units           | 2,21                   |
| 5.000 m.           | 5.000 m.                                                       | 5.000 m.           | 5.000 m.           | Salt amb perxa         | Salt amb perxa                                                     | Salt amb perxa         | Salt amb perxa         |
| 1.                 | Lasse Viren                                                    | Finlàndia          | 13:26,4            | 1.                     | Wolfgang Nordwig                                                   | RDA                    | 5,50                   |
| 2.                 | Mohamed Gammoudi                                               | Tunísia            | 13:27,4            | 2.                     | Robert Seagren                                                     | Estats Units           | 5,40                   |
| 3.                 | Ian Stewart                                                    | Regne Unit         | 13:27,6            | 3.                     | Jan Johnson                                                        | Estats Units           | 5,35                   |
| 10.000 m.          | 10.000 m.                                                      | 10.000 m.          | 10.000 m.          | Salt de llargada       | Salt de llargada                                                   | Salt de llargada       | Salt de llargada       |
| 1.                 | Lasse Viren                                                    | Finlàndia          | 27:38,4            | 1.                     | Randy Williams                                                     | Estats Units           | 8,24                   |
| 2.                 | Emiel Puttemans                                                | Bèlgica            | 27:39,6            | 2.                     | Hans Baumgartner                                                   | RFA                    | 8,18                   |
| 3.                 | Miruts Yifter                                                  | Etiòpia            | 27:41,0            | 3.                     | Arnie Robinson                                                     | Estats Units           | 8,03                   |
| Marató             | Marató                                                         | Marató             | Marató             | Triple salt            | Triple salt                                                        | Triple salt            | Triple salt            |
| 1.                 | Frank Shorter                                                  | Estats Units       | 2:12:19,8          | 1.                     | Victor Sancev                                                      | Unió Soviètica         | 17,35                  |
| 2.                 | Karel Lismont                                                  | Bèlgica            | 2:14:31,8          | 2.                     | Jörg Drehmel                                                       | RDA                    | 17,31                  |
| 3.                 | Mamo Wolde                                                     | Etiòpia            | 2:15:08,4          | 3.                     | Nelson Prudencio                                                   | Brasil                 | 17,05                  |
| 110 m. tanques     | 110 m. tanques                                                 | 110 m. tanques     | 110 m. tanques     | Llançament de pes      | Llançament de pes                                                  | Llançament de pes      | Llançament de pes      |
| 1.                 | Rodney Milburn jr.                                             | Estats Units       | 13,24              | 1.                     | Wladyslaw Komar                                                    | Polònia                | 21,18                  |
| 2.                 | Guy Drut                                                       | França             | 13,34              | 2.                     | Jörg Drehmel                                                       | Estats Units           | 21,17                  |
| 3.                 | Thomas Hill                                                    | Estats Units       | 13,48              | 3.                     | Nelson Prudencio                                                   | RDA                    | 21,14                  |
| 400 m. tanques     | 400 m. tanques                                                 | 400 m. tanques     | 400 m. tanques     | Llançament de disc     | Llançament de disc                                                 | Llançament de disc     | Llançament de disc     |
| 1.                 | John Akii-Bua                                                  | Uganda             | 47,82              | 1.                     | Ludvik Danek                                                       | Txecoslovàquia         | 64,40                  |
| 2.                 | Ralph Mann                                                     | Estats Units       | 48,51              | 2.                     | Jay Silvester                                                      | Estats Units           | 63,50                  |
| 3.                 | David Hemery                                                   | Regne Unit         | 48,52              | 3.                     | Rickard Bruch                                                      | Suècia                 | 63,40                  |
| 3.000 m. obstàcles | 3.000 m. obstàcles                                             | 3.000 m. obstàcles | 3.000 m. obstàcles | Llançament de martell  | Llançament de martell                                              | Llançament de martell  | Llançament de martell  |
| 1.                 | Kipchoge Keino                                                 | Kenya              | 8:23,6             | 1.                     | Anatoli Bondarchuk                                                 | Unió Soviètica         | 75,50                  |
| 2.                 | Benjamin Jipcho                                                | Kenya              | 8:24,6             | 2.                     | Jochen Sachse                                                      | RDA                    | 74,96                  |
| 3.                 | Tapio Kantanen                                                 | Finlàndia          | 8:24,8             | 3.                     | Vasili Khmelevski                                                  | Unió Soviètica         | 74,04                  |
| 4X100 m. relleus   | 4X100 m. relleus                                               | 4X100 m. relleus   | 4X100 m. relleus   | 4X400 m. relleus       | 4X400 m. relleus                                                   | 4X400 m. relleus       | 4X400 m. relleus       |
| 1.                 | Larry Black Robert Taylor Gerard Tinker Eddie Hart             | Estats Units       | 38,19              | 1.                     | Charles Asati Hezahiah Nyamau Robert Ouko Julius Sang              | Kenya                  | 2:59,8                 |
| 2.                 | Alexander Kornelyuk Vladimir Lovetski Yuri Silov Valeri Borzov | Unió Soviètica     | 38,50              | 2.                     | Martin Reynolds Alan Pascoe David Hemery David Jenkins             | Regne Unit             | 3:00,5                 |
| 3.                 | Jobst Hirscht Karlheinz Klotz Gerhard Wucherer Klaus Ehl       | RFA                | 38,79              | 3.                     | Gilles Bertould Daniel Velasques Francis Kerbiriou Jacques Carette | França                 | 3:00,7                 |

### Atletisme Femení
|               | Nom                                                              | CON            | Puntuació     |                        | Nom                                                             | CON                    | Puntuació              |
| ------------- | ---------------------------------------------------------------- | -------------- | ------------- | ---------------------- | --------------------------------------------------------------- | ---------------------- | ---------------------- |
| 100 m.        | 100 m.                                                           | 100 m.         | 100 m.        | Salt d'alçada          | Salt d'alçada                                                   | Salt d'alçada          | Salt d'alçada          |
| 1.            | Renate Stecher                                                   | RDA            | 11,07         | 1.                     | Ulrike Meyfarth                                                 | RFA                    | 1,92                   |
| 2.            | Raelene Boyle                                                    | Austràlia      | 11,23         | 2.                     | Yordanka Blagoeva                                               | Bulgària               | 1,88                   |
| 3.            | Silvia Chivas                                                    | Cuba           | 11,24         | 3.                     | Ilona Gusenbauer                                                | Àustria                | 1,88                   |
| 200 m.        | 200 m.                                                           | 200 m.         | 200 m.        | Salt de llargada       | Salt de llargada                                                | Salt de llargada       | Salt de llargada       |
| 1.            | Renate Stecher                                                   | RDA            | 22,40         | 1.                     | Heide Rosendahl                                                 | RFA                    | 6,78                   |
| 2.            | Raelene Boyle                                                    | Austràlia      | 22,45         | 2.                     | Diana Yorgova                                                   | Bulgària               | 6,77                   |
| 3.            | Irena Szewinska                                                  | Polònia        | 22,74         | 3.                     | Eva Suranova                                                    | Txecoslovàquia         | 6,67                   |
| 400 m.        | 400 m.                                                           | 400 m.         | 400 m.        | Llançament de pes      | Llançament de pes                                               | Llançament de pes      | Llançament de pes      |
| 1.            | Monika Zehrt                                                     | RDA            | 51,08         | 1.                     | Nadezhda Chizhova                                               | Unió Soviètica         | 21,03                  |
| 2.            | Rira Wilden                                                      | RFA            | 51,21         | 2.                     | Margitta Gummel                                                 | RDA                    | 20,22                  |
| 3.            | Kathy Hammond                                                    | Estats Units   | 51,64         | 3.                     | Ivanka Khristova                                                | Bulgària               | 19,35                  |
| 800 m.        | 800 m.                                                           | 800 m.         | 800 m.        | Llançament de disc     | Llançament de disc                                              | Llançament de disc     | Llançament de disc     |
| 1.            | Hildegard Falck                                                  | RFA            | 1:58,6        | 1.                     | Faina Melnik                                                    | Unió Soviètica         | 66,62                  |
| 2.            | Niele Sebaite                                                    | Unió Soviètica | 1:58,7        | 2.                     | Argentina Menis                                                 | Romania                | 65,06                  |
| 3.            | Gunhild Hoffmeister                                              | RDA            | 1:59,2        | 3.                     | Vassilka Stoeva                                                 | Bulgària               | 64,34                  |
| 1500 m        | 1500 m                                                           | 1500 m         | 1500 m        | Llançament de javelina | Llançament de javelina                                          | Llançament de javelina | Llançament de javelina |
| 1.            | Ludmila Bragina                                                  | Unió Soviètica | 4:01,1        | 1.                     | Ruth Fuchs                                                      | RDA                    | 63,88                  |
| 2.            | Gunhild Hoffmeister                                              | RDA            | 4:02,8        | 2.                     | Jaquelina Todten                                                | RDA                    | 62,54                  |
| 3.            | Paola Cacchi                                                     | Itàlia         | 4:02,9        | 3.                     | Kathy Schmidt                                                   | Estats Units           | 59,94                  |
| 100 m tanques | 100 m tanques                                                    | 100 m tanques  | 100 m tanques | Pentatló               | Pentatló                                                        | Pentatló               | Pentatló               |
| 1.            | Annelie Ehrhardt                                                 | RDA            | 12,59         | 1.                     | Mary Peters                                                     | Regne Unit             | 4801                   |
| 2.            | Valeria Bufanu                                                   | Romania        | 12,84         | 2.                     | Heide Rosendahl                                                 | RFA                    | 4791                   |
| 3.            | Karin Balzer                                                     | RDA            | 12,90         | 3.                     | Burglinde Pollak                                                | RDA                    | 4768                   |
| 4X100 m       | 4X100 m                                                          | 4X100 m        | 4X100 m       | 4X400 m                | 4X400 m                                                         | 4X400 m                | 4X400 m                |
| 1.            | Christiane Krause Ingrid Mickle Annegret Richter Heide Rosendahl | RFA            | 42,81         | 1.                     | Dagmar Käsling Rita Kühne Helga Seidler Monika Zehrt            | RDA                    | 3:23,0                 |
| 2.            | Evelyn Kaufer Christina Heinich Bärbel Struppert Renate Stecher  | RDA            | 42,95         | 2.                     | Mable Fergerson Madeline Manning Cheryl Toussaint Kathy Hammond | Estats Units           | 3:25,2                 |
| 3.            | Marlene Elejarde Carmen Valdés Fulgencia Romay Silvia Chivas     | Cuba           | 43,36         | 3.                     | Anette Rückes Inge Bödding Hildegard Falck Rita Wilden          | RFA                    | 3:26,5                 |